# OP-Simulation

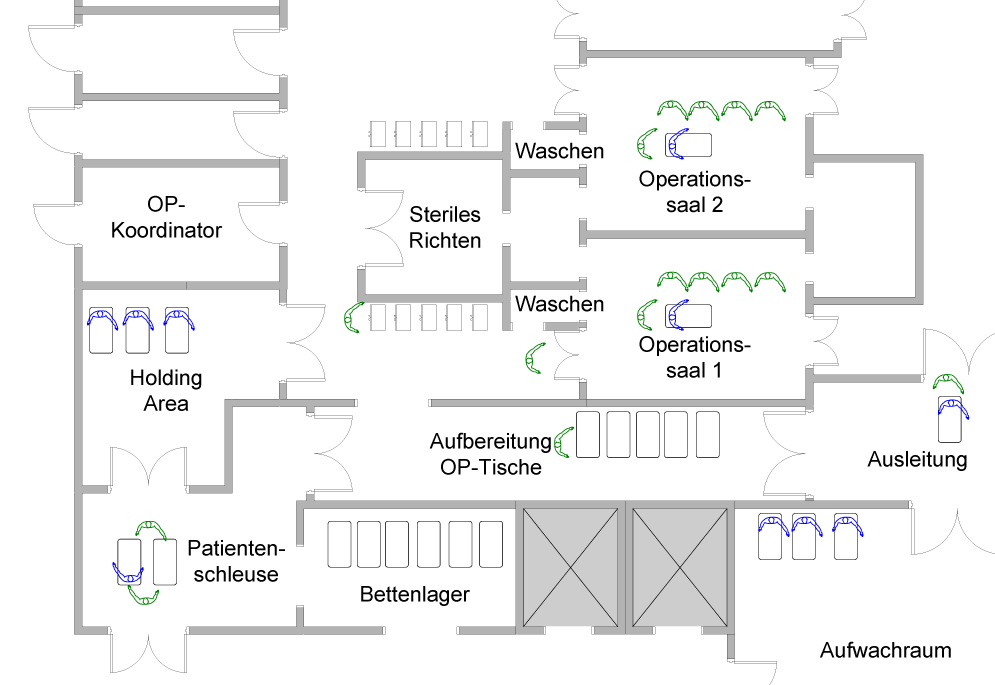
Teilausschnitt eines Simulationsmodells

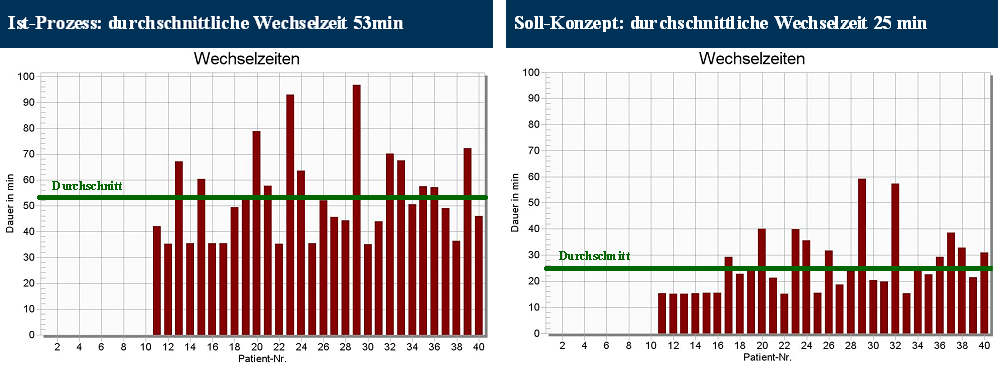
Durchführung der Versuchsreihen und Ergebnisse: Reduktion der Wechselzeit

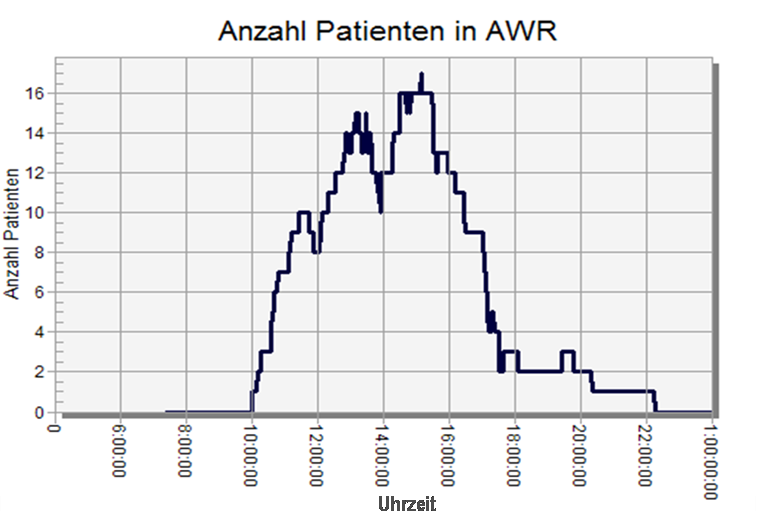
Durchführung der Versuchsreihen und Ergebnisse: Reduktion der Wechselzeit

Die OP-Simulation ist ein computerunterstütztes Werkzeug, um OP-Abläufe in bestehenden und/oder geplanten Gebäuden, von der Prämedikation bis zum Rücktransport des Patienten, virtuell mit Echtdaten realitätsgetreu abzubilden.
Ihren Ursprung findet die OP-Simulation in der Industrie, insbesondere im Bereich Automotive. Mit Simulationen werden Fabriken inklusive des Materialflusses und der Produktion detailliert geplant und virtuell vorweggenommen (Digitale Fabrik). So werden vor der Realisierung Fehler in der Planung aufgedeckt und die Zielerreichung in € überprüft. Auch während des Betriebs werden mit der Simulation die Fehlerursachen in Prozessen schneller identifiziert. Lösungen bzw. Maßnahmen können, bevor die Umsetzung startet, direkt auf Erfolg getestet werden. In der Industrie, wie auch in einer Klinik, werden dazu sämtliche zur Verfügung stehenden Datenkreise, die Ressourcen und die relevanten Prozesse aufgenommen, mit dem Gebäudelayout kombiniert und digital abgebildet. In der Klinik reicht das vom Chirurgen und seinem Skalpell, den Reinigungskräften, der Personal- und Urlaubsplanung bis hin zur Dimensionierung und der Anordnung von Räumen. Mit der Simulation wird dann der komplette OP-Ablauf eines Jahres in vorhandenen oder geplanten Räumen als „virtueller Prozess“ digital abgebildet.

## Ziele
- Reduktion der Wechselzeiten,
- Steigerung der Fallzahlen und Produktivität,
- Reduzierung von Personalkosten
- exakte Dimensionierung von Personal, Schichten und Räumen,
- Klärung ob zentrale oder dezentrale Einleitung,
- Absicherung von Neu- und Umbauplanungen,
- Fehlerfrüherkennung vor Inbetriebnahme,
- Harmonisierung von Inbetriebnahmen
- Identifizierung von Engpässen,
- Optimierung von Layout im Einklang mit den Abläufen.

Der Einsatz der Simulation ermöglicht nach dem Import von zeitlich zurückliegenden Echtzeitdaten mit wenigen Klicks verschiedenste Parameter des Modells abzuändern. Die Simulation stellt somit flexible x-fach komplexe Berechnungen zur Verfügung, bis die Variablen so zusammenspielen, dass sie ein bestmögliches Gesamtergebnis (optimierter SOLL-Prozess in optimiertem SOLL-Layout) erzielt wird. Der Einsatz von Simulationstechnik stellt für die Kliniken einen hohen unternehmerischen Mehrwert dar: Prozesse können optimiert, vorhandene Ressourcen effizient genutzt und Neu- oder Umbaumaßnahmen dementsprechend funktionsorientiert gestaltet und dimensioniert werden. Vor allem so effiziente Wechselzeiten wie möglich zwischen den einzelnen Operationen garantieren die bestmögliche Auslastung aller Ressourcen. Mit der OP-Simulation lassen sich die Wechselzeiten um mehr als 50 % reduzieren. Die Sicherstellung des ersten Schnitts, die kontinuierliche Auslastung der Mannschaft und OP-Säle bis zum Schichtende und die tagesgleiche Erfüllung des Elektivprograms trotz Notfälle, exakte Dimensionierung von OP-Sälen, AWR-Plätzen, Holding-Area, ITS-Betten etc. sind konkrete erreichte und umgesetzte Ziele. Das bedeutet für die Kliniken leicht Mehrerlöse von einigen Mio. € pro Jahr. Sobald die aus der Simulation abgeleiteten Maßnahmen greifen, profitieren davon neben dem Klinik-Personal auch die Patienten: Das Arbeitsklima verbessert sich deutlich – beispielsweise durch den Wegfall von Überstunden oder einer strukturierteren Aufgabenzuordnung. Durch mehr Transparenz, optimale Gebäudeanordnungen, Dimensionierungen und optimierte Prozesse werden darüber hinaus messbare Verbesserungen in der Patientenversorgung erzielt.
Die OP-Simulation der UNITY wurde 2009 vom Club der Gesundheitswirtschaft (cdgw) mit dem Zukunftspreis der Gesundheitswirtschaft und 2010 mit dem österreichischen Beratungs- und IT-Sonderpreis Constantinus International ausgezeichnet.